# Gaia Squarcialupi
Gaia Squarcialupi (* 23. Oktober 1997) ist eine italienische Tennisspielerin.

## Karriere
Squarcialupi begann mit fünf Jahren das Tennisspielen und bevorzugt Sandplätze. Sie spielt vorrangig vor allem auf Turnieren der ITF Women’s World Tennis Tour, wo sie bislang einen Titel im Einzel und drei im Doppel gewann.
Sie spielte 2022 für den TC Blau-Weiss Oberweiher in der Badenliga.

## Turniersiege

### Einzel
| Nr. | Datum           | Turnier | Kategorie | Belag | Finalgegnerin | Ergebnis |
| --- | --------------- | ------- | --------- | ----- | ------------- | -------- |
| 1.  | 21. August 2022 | Kairo   | ITF W15   | Sand  | Mayuka Aikawa | 6:4, 6:3 |

### Doppel
| Nr. | Datum             | Turnier  | Kategorie | Belag | Partnerin        | Finalgegnerinnen                   | Ergebnis         |
| --- | ----------------- | -------- | --------- | ----- | ---------------- | ---------------------------------- | ---------------- |
| 1.  | 4. September 2021 | Kairo    | ITF W15   | Sand  | Giorgia Pinto    | Anastasia Nefedova Riko Sawayanagi | 6:4, 0:6, [10:5] |
| 2.  | 21. Oktober 2023  | Iraklio  | ITF W15   | Sand  | Matilde Mariani  | Ela Nala Milić Amélie Šmejkalová   | 1:6, 7:5, [10:7] |
| 3.  | 22. März 2025     | Alaminos | ITF W15   | Sand  | Jessica Bertoldo | Ania Hertel Marie Mettraux         | 6:2, 4:6, [10:7] |